# Белиджи (станция)
Белиджи́ — железнодорожная станция Северо-Кавказской железной дороги в Дагестане.
Располагается на линии Махачкала — Дербент, в посёлке городского типа Белиджи. Является ближайшей железнодорожной станцией для нескольких горных районов Дагестана.